# 林田竜次
林田 竜次（はやしだ りゅうじ、1975年1月4日 - ）は、日本のお笑い芸人。お笑いコンビ「ビフテキ」のメンバー。福岡県大川市出身。身長160cm、体重62kg。スリーサイズは、B)88 W)81 H)94。血液型はB型。東京演芸協会所属。

## 概要
スクールJCA8期生。養成所の同期である関根淳至とコンビ「津々浦々」を結成し、卒業後はプロダクション人力舎に所属。
2001年より、100回ライブをやるまで戻ってくるなという社長の玉川善治からの命で「コモレビファイターズZ」というユニットを組み、全国放浪の旅に出ていた（当時のメンバーは、津々浦々・じゃけん・フィッシュの5名）。しかし、当時相方とは仲が悪く旅の途中で本気の大喧嘩を始める事があった影響から、方向性の違いにより同年10月2日にコンビを解散。ユニットを脱退している（後に関根は「ザ・ブーンバンバン」を結成）。
「津々浦々」の解散後はフラットファイヴに所属し、2003年から2010年10月31日かけ河野和男と共にコンビ「ヒットマン」として活動。
その後トリオ「3フランシスコ」、小高山善廣とのコンビ「てぶくろ」の活動を経て、2016年11月に「てぶくろ」と「ラジークイーン（元・外苑警備隊）」の2組4名からなるユニット「ビフテキ」を結成。「ビフテキ」は2017年4月の第2回単独ライブまでにラジークイーン・原田が脱退、2017年6月にてぶくろ・小高山が引退し、林田とラジークイーン・KIDのコンビとなる（のち、ラジークイーンは2018年1月に解散）。KIDのみWAHAHA本舗所属、林田はフリーとなっている。
2020年2月、前年に亡くなった実母が地元で経営していた居酒屋を「移転」という形で、新中野で二代目酒処「よろか」を開店。

## 人物
- 趣味は麻雀、野球、スキー、バイクレース。特技は料理。資格は普通自動車免許、調理師免許、国際雪合戦C級審判ライセンス。
- 2006年1月16日分のWebJUNKに当時の相方河野とともに出演した。（林田は初出演）
- JUNKがPodcastに移行してからはしばらくWEBに出演していなかったが、2006年4月24日分でPodcast初出演を果たした。
- 友人に雪合戦世界チャンピオンの高橋広が居る。

## 賞レース戦績

### 3フランシスコ
- 2013年 キングオブコント 準決勝進出[7]

## 出演番組

### テレビ
- 伊集院光 日曜日の秘密基地（「打った！勝った！草野球で大売出し」のコーナー）